# Questa Fly
Questa Fly è una raccolta della rapper italiana La Pina, pubblicata il 20 luglio 2007 dall'etichetta discografica PolyGram.
Il disco contiene quindici tracce selezionate dai tre album incisi dall'artista tra il 1995 e il 2000 e due tracce degli Otierre in cui l'artista aveva duettato, Ce n'è e Rispettane l'aroma.
La raccolta è stata pubblicata in occasione dell'inclusione dell'inserimento della traccia che ha dato il nome all'intero disco, Questa Fly, originariamente pubblicata nel secondo lavoro de La Pina Piovono angeli, come colonna sonora del film Torino Boys.

## Tracce
1. Parla piano – 4:30 (testo: Orsola Branzi – musica: Esa)
2. Dammi ancora – 3:45 (testo: Orsola Branzi)
3. In media ci sto dentro... – 4:17 (testo: Orsola Branzi – musica: Fritz da Cat)
4. Le mie amiche – 4:14 (testo: Orsola Branzi – musica: Francesco Cellamaro)
5. Scegli me – 4:25 (testo: Orsola Branzi – musica: Esa)
6. Tu sei cosa mia – 4:37 (testo: Orsola Branzi)
7. Piovono angeli – 5:12 (testo: Orsola Branzi – musica: Esa) – (feat. Tosca)
8. Io non ti ascolto – 3:45 (testo: Orsola Branzi – musica: Francesco Cellamaro)
9. Come ti senti? – 4:42 (testo: Orsola Branzi)
10. Niente per niente – 4:21 (testo: Orsola Branzi)
11. Una storia che non c'era (remix) – 4:03 (testo: Orsola Branzi – musica: Francesco Cellamaro)
12. Questa Fly (remix) – 4:33 (testo: Orsola Branzi)
13. Mi guarda la tua bocca – 3:58 (testo: Orsola Branzi)
14. Ce n'è – 5:07
15. Rispettane l'aroma – 4:54

Durata totale: 66:23